# Badenweiler
Badenweiler (Aqua villae pour ville d’eau) est une commune et station thermale d'Allemagne située en Forêt-Noire, à 35 kilomètres de Fribourg-en-Brisgau, à 40 kilomètres de Bâle (Suisse) et à 30 kilomètres de Mulhouse (France). Elle est située à environ 440 mètres au-dessus de la mer.

## Les thermes
Badenweiler doit sa célébrité aux Thermes Cassiopea. C’est là que surgissent les sources thermales qui ont fait la tradition de ce centre balnéaire et thérapeutique depuis près de deux millénaires.
L’eau thermale tire son intérêt thérapeutique des couches rocheuses de la Forêt-Noire, qu'elle percole jusqu’à la surface. C’est ainsi que naquit cette source artésienne, une particularité géologique. Depuis la découverte de la source d’eau minérale par les légions romaines, environ un million de litres d’eau thermale jaillissent chaque jour de cette source.
Les ruines des bains romains (Römische Badruine Badenweiler) sont considérées comme les ruines romaines les plus vastes à l'est du Rhin[source détournée]. Elles évoquent encore fidèlement les rituels du bain romain. Afin de conserver les ruines, un toit de verre a été construit en 2001.

### Indications thérapeutiques
- Douleurs articulaires et musculaires,
- Douleurs de la colonne vertébrale,
- Maladies du tissu conjonctif et des nerfs
- Maladies coronariennes et vasculaires
- Etats d’épuisement corporel et psychique

La source présente néanmoins quelques contre-indications :
- Maladies infectieuses contagieuses
- Dermites humides et purulentes,
- Diminution de la capacité cardiaque au stade du risque de défaillance cardiaque.

## Ligne de chemin de fer
En 1894, une ligne de chemin de fer à voie métrique (tramway à vapeur) reliant la gare de Müllheim, distante de 7,6 km dans la plaine à près de 200 mètres plus bas a été construite par la société Vering & Waechter. Elle prit le nom de Localbahn Müllheim-Badenweiler et fut exploitée ainsi jusqu'en 1899. Elle fut ensuite exploitée par la Deutsche Eisenbahn-Betriebsgesellschaft AG (DEBG), puis à partir de début 1913 par la Müllheim Badenweiler Eisenbahn (MBE) et électrifiée en 1914. Cette ligne de tramway électrique fut supprimée en 1955 et la voirie démantelée en 1970 ; il ne reste aujourd'hui que quelques bâtiments, dont la gare de Badenweiler réhabilitée en une luxueuse résidence privée.

## Personnages célèbres

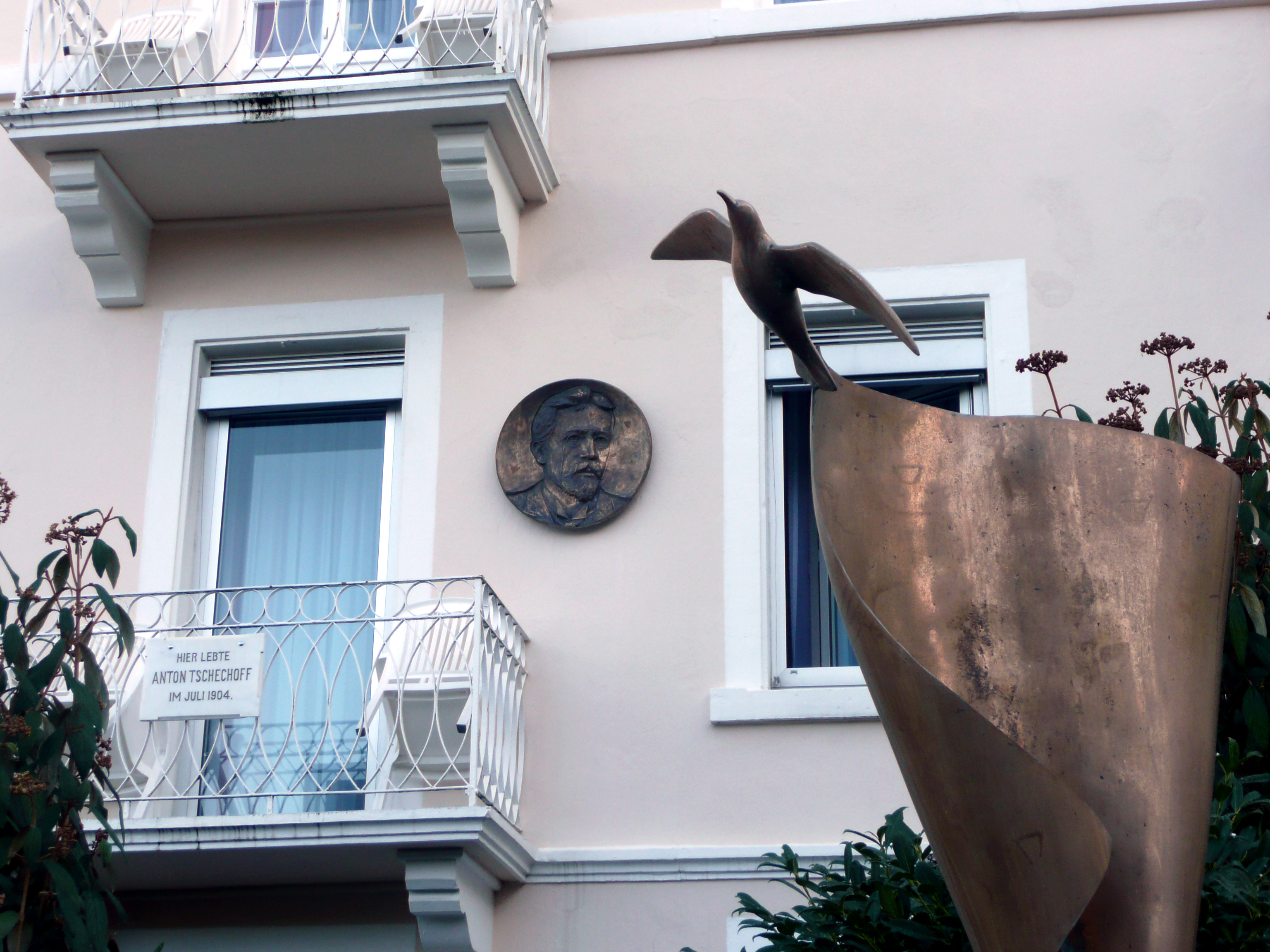
Monument de Badenweiler, avec la plaque commémorative à l’hôtel Sommer (aujourd’hui centre de convalescence), où Tchekhov meurt en 1904

- L'écrivain russe Anton Tchekhov y passa les dernières semaines de sa vie, au printemps 1904. Il en vantait les paysages et la nourriture dans ses dernières lettres à sa sœur Macha. Il y mourut le 15 juillet 1904[8].
- L'écrivain américain Stephen Crane  y était mort lui aussi, de tuberculose, quelques années plus tôt, le 5 juin 1900[9].

## Galerie

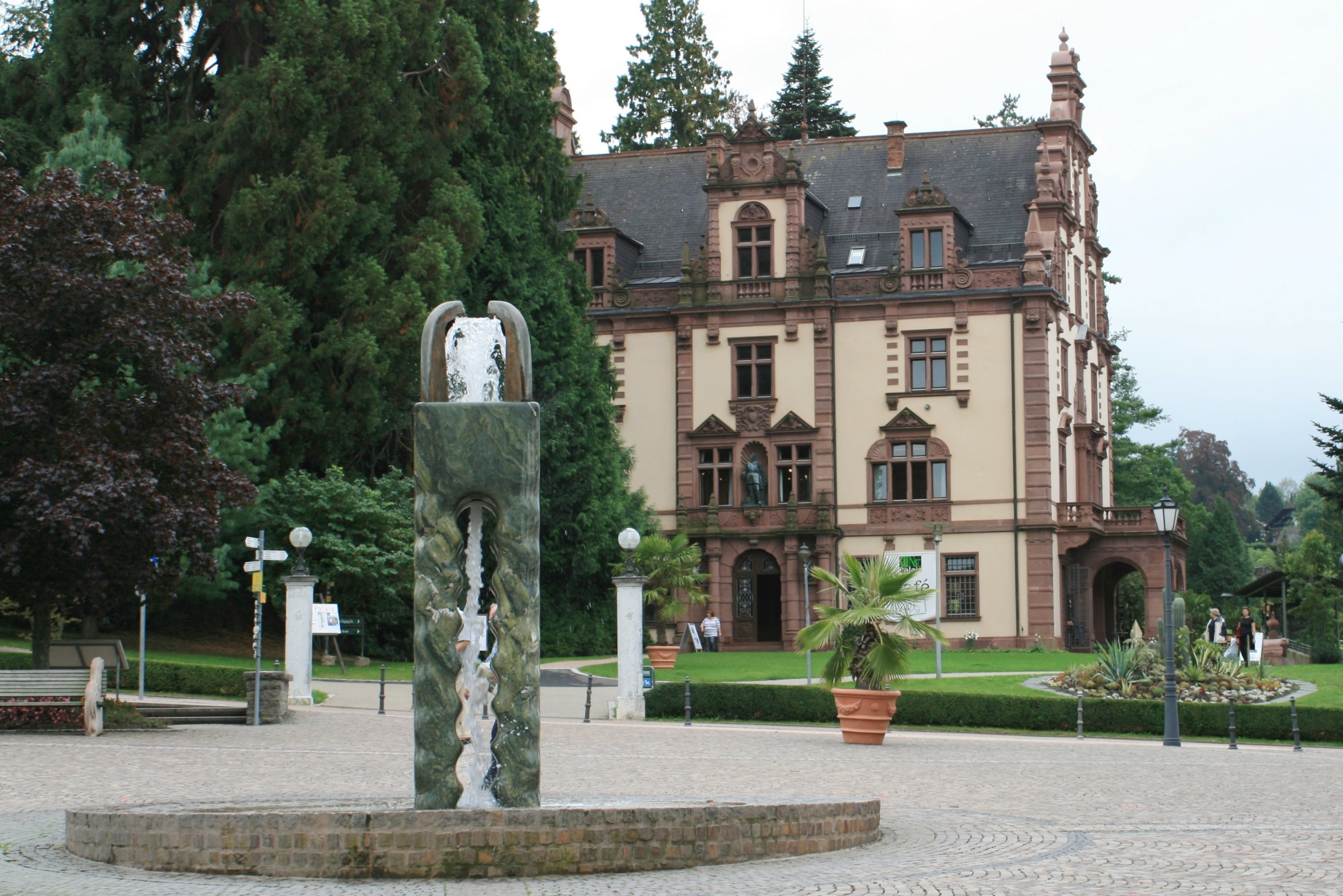
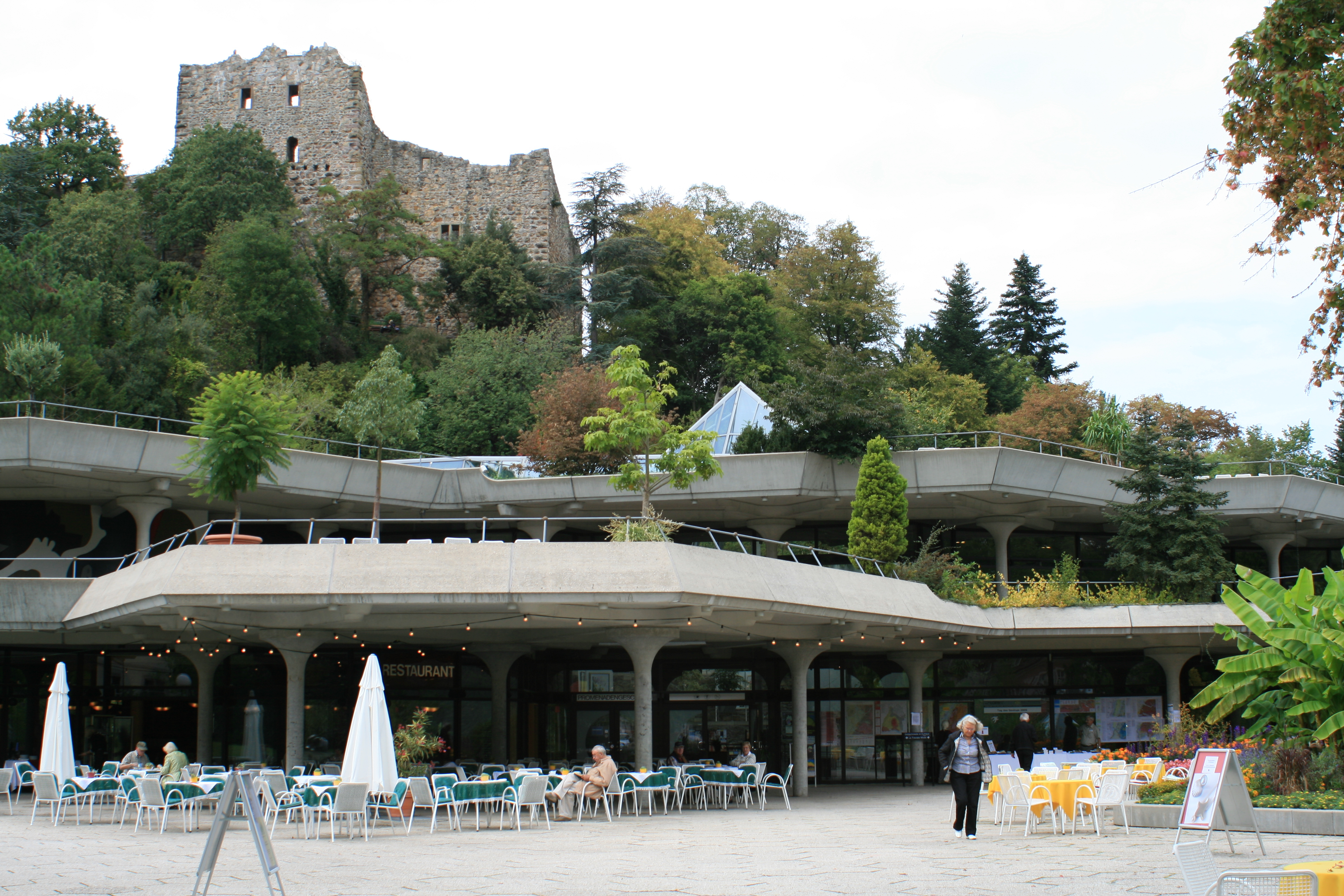
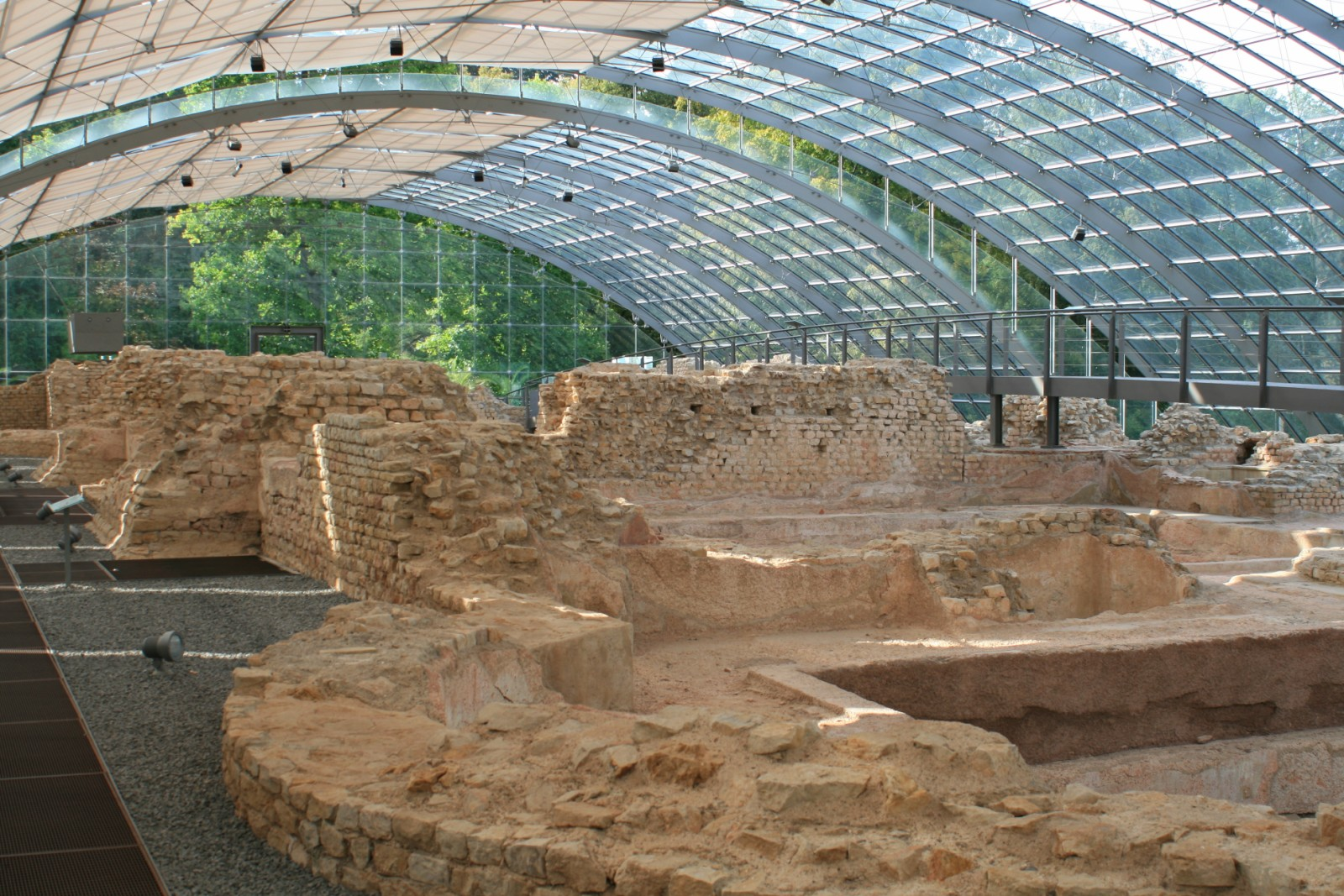
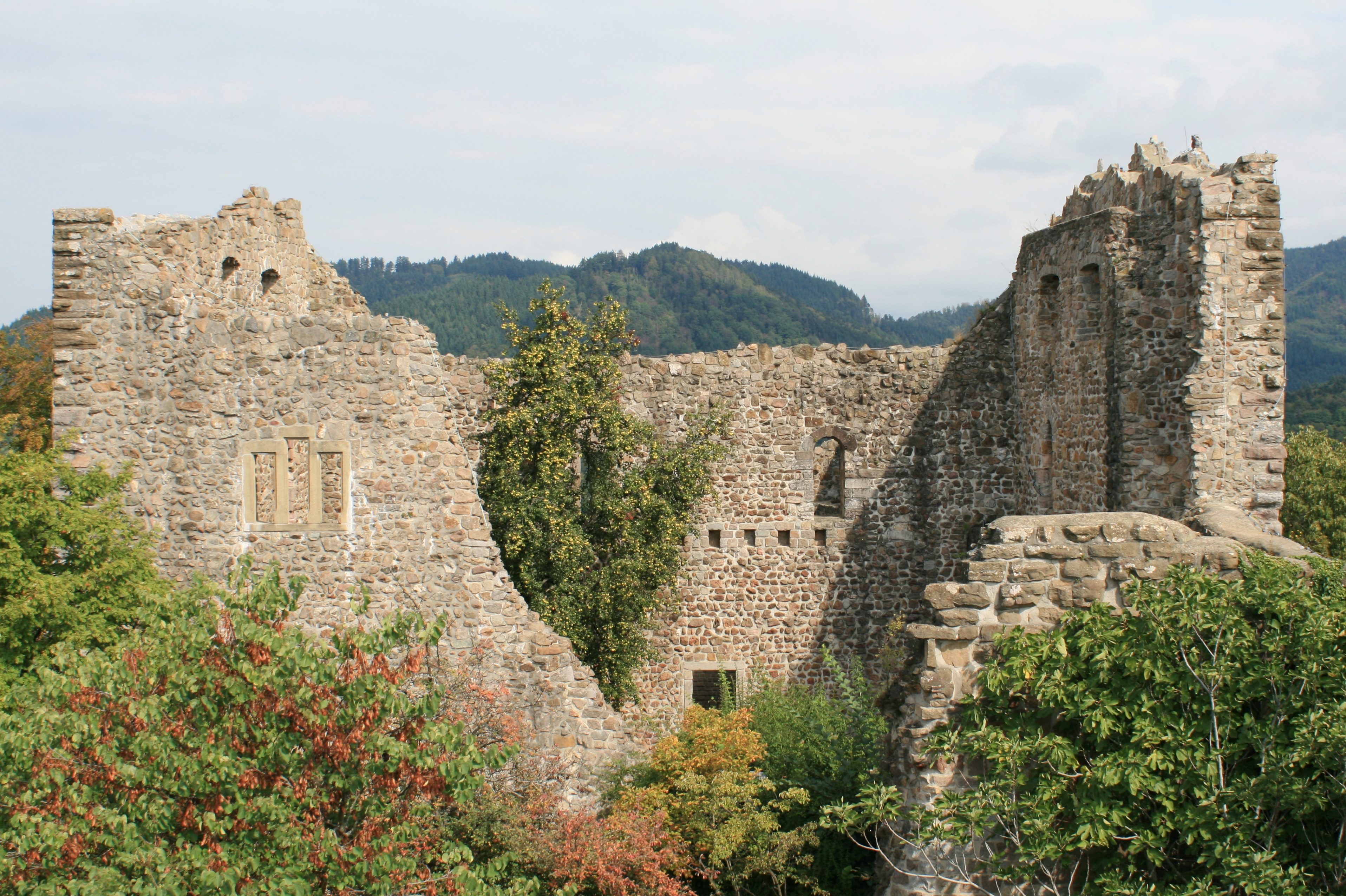
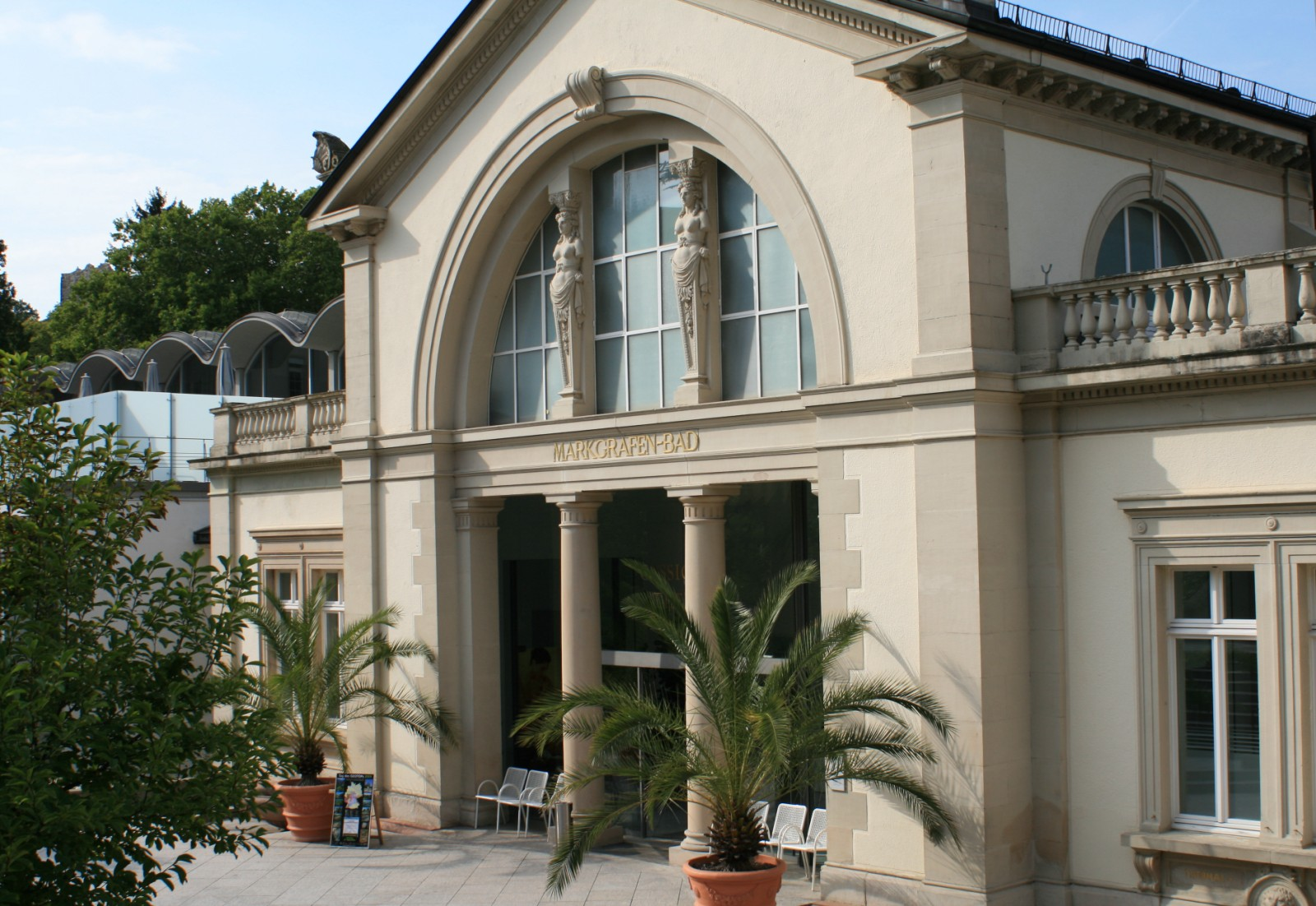
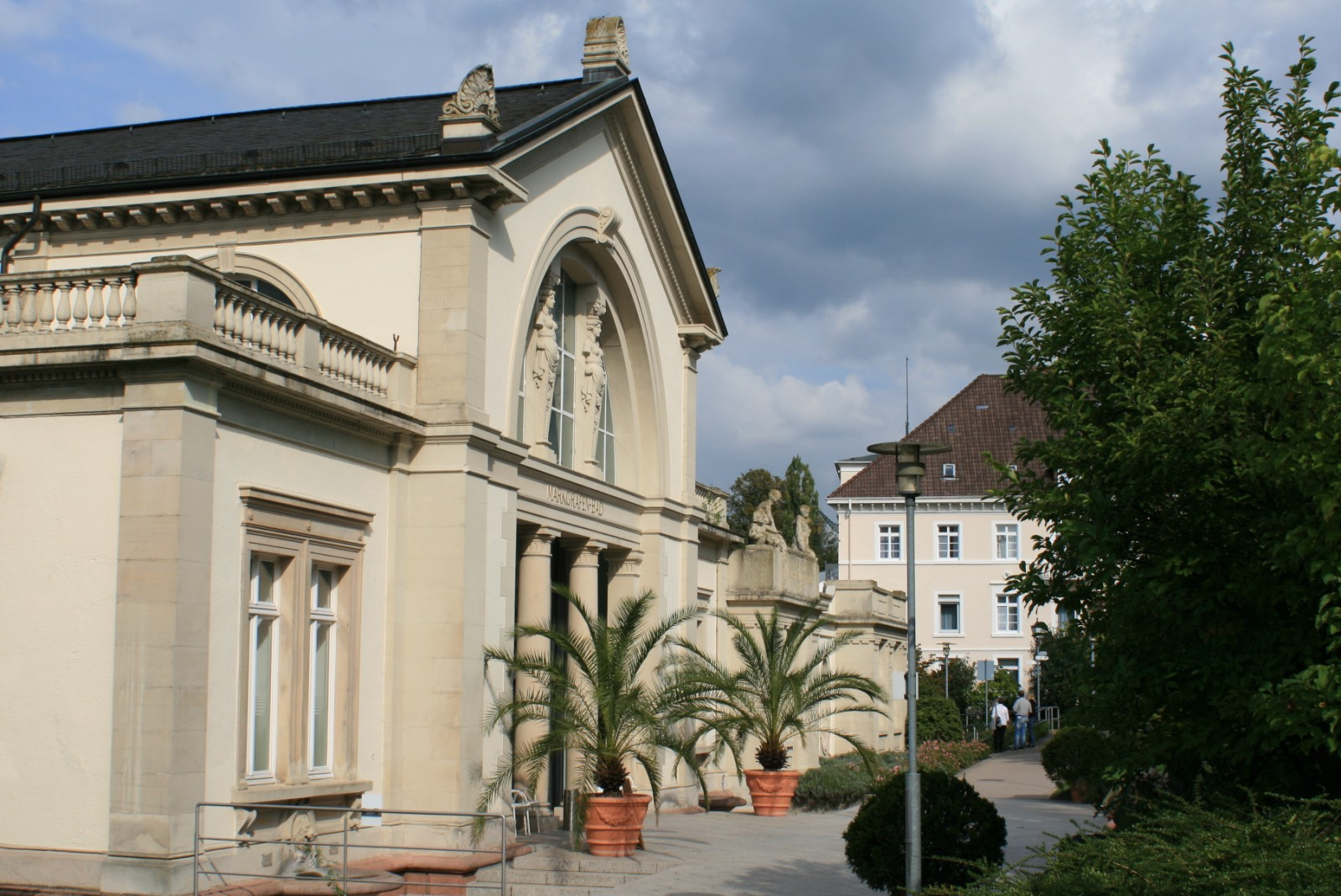
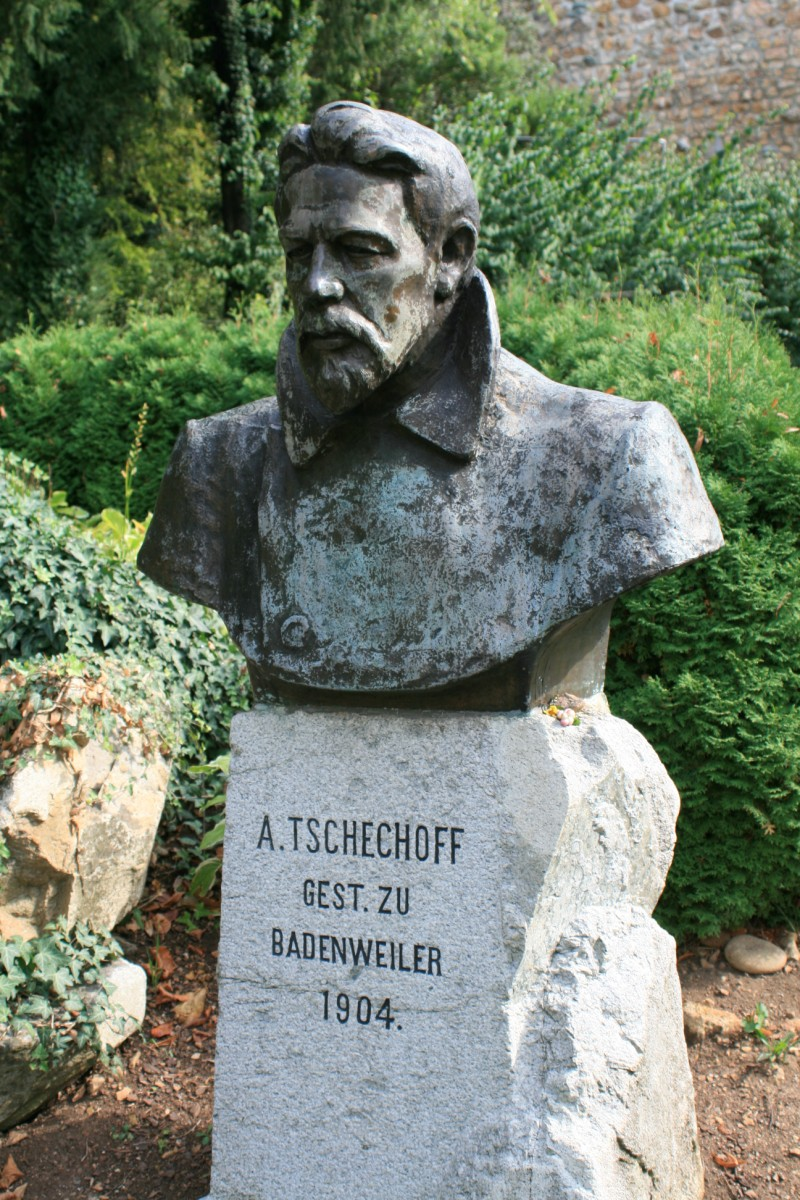

## Jumelage
- Vittel (France) depuis 1957